# Sølve Harmová
Sølve Harmová (nepřechýleně Sølve Harm, roz. Olsenová-Hagenová; 30. ledna 1911 Stavanger – 25. července 1991 tamtéž) byla úřednice, vedoucí kanceláře a fotografka.

## Životopis
Sølve Harmová byla dcerou novináře a politika Børge Olsen-Hagena. Přestěhovala se ze Stavangeru do Kristianie, když se její otec stal v roce 1925 parlamentním zástupcem za Strany práce.
V roce 1927 byla zaměstnána v Arbeidernes Pressenkontor, kde nakonec získala titul vedoucí kanceláře. V roce 1963 přešla na pozici novinářské fotografky a v této pozici pokračovala až do svého odchodu do důchodu v roce 1981. Fotografovala reportáže, portréty a mnoho fotografií z divadelních scén v Oslu.
Byla vdaná za Henryho Harma (1901–1986), který byl novinářem v Arbeiderbladet a redaktorem.
Získala stříbrnou Královu medaili za zásluhy v roce 1981.
Když odešla do důchodu, přestěhovala se zpět do Stavangeru, kde žila se svou sestrou.
Sbírku autorčiných fotografií lze nalézt v archivu a knihovně Arbeiderbevegelsen.

## Galerie

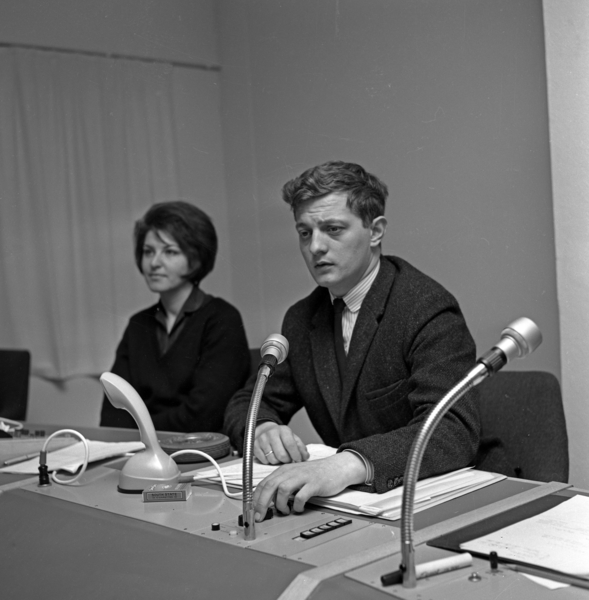
Johnny Bergh, televizní producent, scenárista a režisér v řídící místnosti z televizního vysílání v 60. letech z centrálního divadla v norském Oslu. Společně s Lillian Onstadovou.
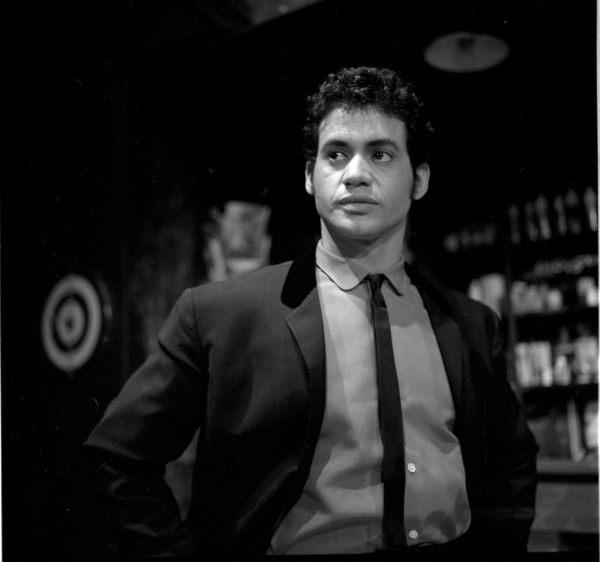
West Side Story, Norské divadlo, Rikki Septimus, 1965
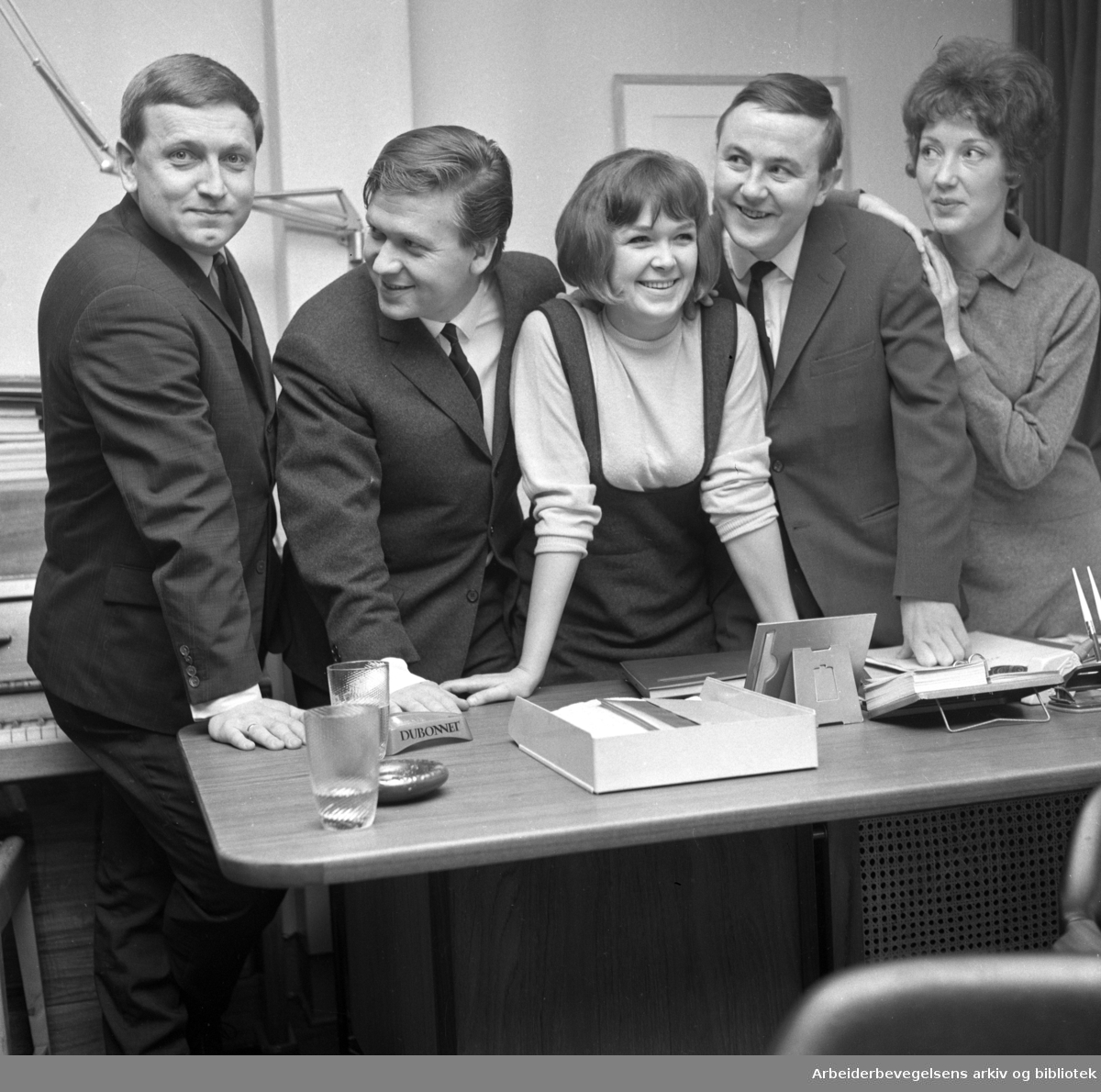
Divadlo Lysthuset Revyteater. Zleva: Rolv Wesenlund, Harald Heide-Steen jr., Trulte Heide Steen, Svein Byhring a Elsa Lystad. 1965.
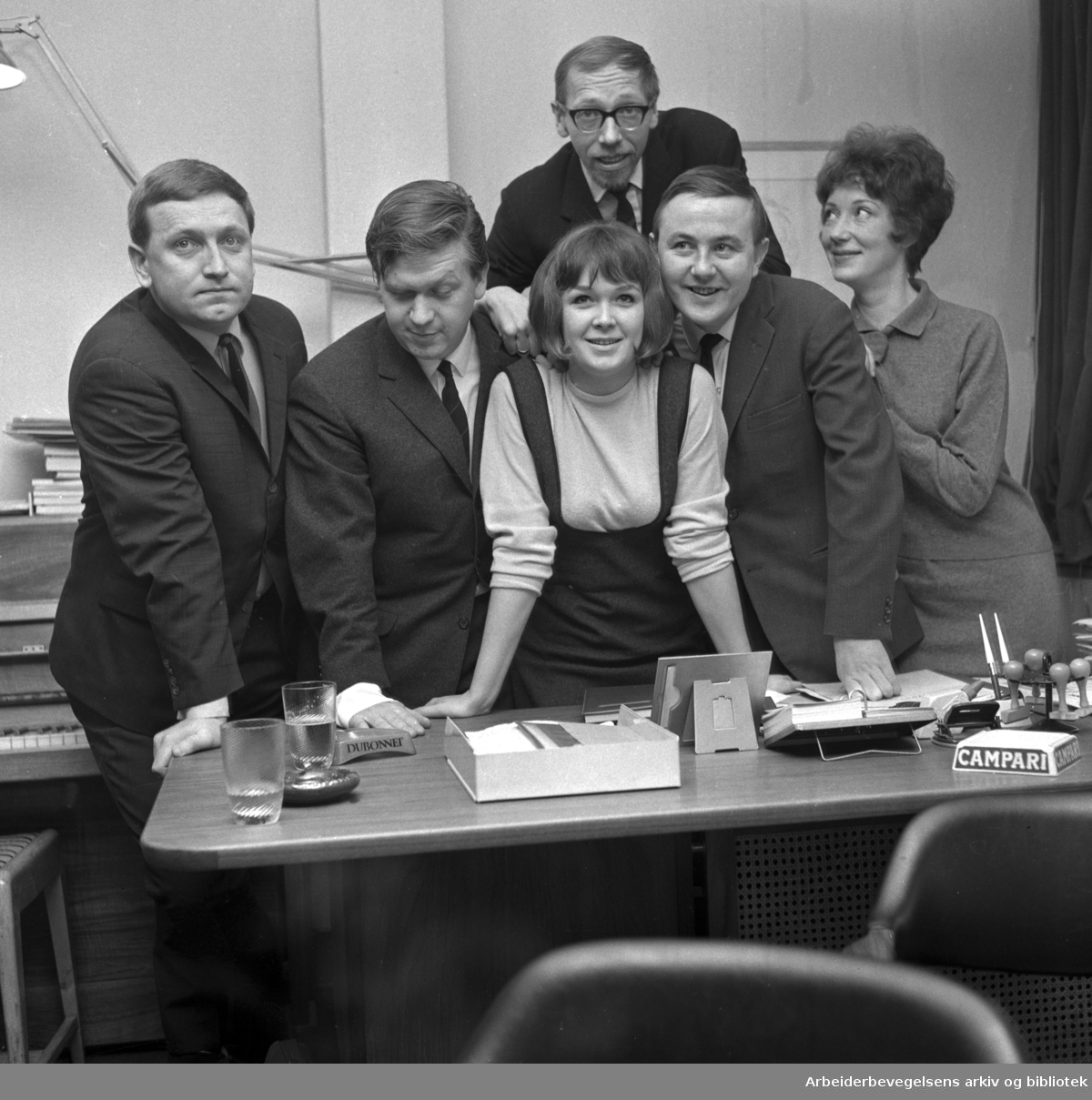
Vzadu se připojil Bengt Calmeyer